# آندره ژلیابوف
آندره ژلیابوف ( آندره ایوانویچ ژلیابوف) (روسی: Желябов, Андрей Иванович؛ زاده: ۱۷ اوت ۱۸۵۱ – درگذشته: ۳ آوریل ۱۸۸۱) انقلابی روس و از رهبران و عضو کمیته اجرایی «نارودنایا ولیا» بود.

## فعالیت سیاسی و دستگیری
بعد از فارغ‌التحصیلی از دبیرستان در کرچ در سال ۱۸۶۹، ژلیابوف به دانشکده حقوق دانشگاه نووروسویسکی در اودسا رفت. وی در جریان اعتراضات دانشجویی در اکتبر سال ۱۸۷۱ بازداشت شد و به خارج از اودسا فرستاده شد. ژلیابوف در سال ۱۸۷۳ در شهر «گورودیش» (در حال حاضر منطقه چرکاسکا اوکراین) زندگی می‌کرد و در این هنگام روابط نزدیکی با انقلابیون از کی‌یف و فعالان اوکراینی «گرومودا» ایجاد نمود.
ژلیابوف پس از بازگشت به اودسا، به عضویت در گروه فلیکس ولچوفسکی (وابسته "چایکوتسکی" اودسا) درآمد و به تبلیغ در میان کارگران و روشن‌فکران پرداخت. او در اواخر سال ۱۸۷۴ دستگیر شد و سپس به قید وثیقه آزاد شد. با این وجود، او فعالیت‌های مخالف دولت حاکم را ادامه می‌داد. ژلیابوف یکی از مظنونان در "دادگاه ۱۹۳" بود. وی پس از تبرئه در سال ۱۸۷۸، به منظور تبلیغات انقلابی در میان دهقانان به ولایت پودولسک رفت.

## مبارزه مسلحانه
ژلیابوف به ضرورت مبارزه مسلحانه اعتقاد داشت. او در یدلایمخیرات به‌هنگام ژوئن سال ۱۸۷۹، در کنگره سیاسی سازمان‌های معتقد به مبارزه مسلحانه شرکت کرد. ژلیابوف در «زملیا ایولیا» به‌عنوان عضو در کنگره ورونژ پذیرفته شد و به عنوان یکی از مدافعان اصلی مبارزه مسلحانه پیش رفت. پس از تقسیم «زمیلا ایولیا» وی یکی از سازمان دهندگان اصلی «نرودنایا ولیا» و «روزنامه کارگر» (سقوط ۱۸۸۰) بود. ژلیابوف فعالانه در طراحی برخی از مهم‌ترین اسناد برنامه حزب شرکت کرد.

## دستگیری و اعدام
او همچنین یکی از رهبران سازمان ترور الکساندر دوم روسیه در تاریخ اول مارس ۱۸۸۱ بود. با این حال، چند روز قبل از آنکه آن واقعه رخ دهد، دستگیر شد. ژلیابوف خواستار رسیدگی به پرونده اش با پرونده «پرومارتوتسی» شد. وی در سوم آوریل ۱۸۸۱ با بقیه سازمانش، از جمله همسرش سوفیا پرووسکی، اعدام شد.

## نظرگاه لنین
ولادیمیر لنین در تحسین تعهد ژلیابوف به‌عنوان یک انقلابی، ژلیابوف را با دیگر انقلابیون بزرگ مانند ماکسیمیلیان روبسپایر و گیوسپ گریبالدی، هم‌سنگ دانسته است.